# Slash Filmfestival
Das Slash Filmfestival (Eigenschreibweise auch /slash Filmfestival und SLASH Filmfestival) ist ein österreichisches Filmfestival. Es findet seit 2010 jährlich im September in Wien statt und ist Österreichs größte Veranstaltung zum Fantastischen Film. An elf Festivaltagen werden jährlich rund 15.000 Besucher (Stand 2019) verzeichnet.

## Geschichte

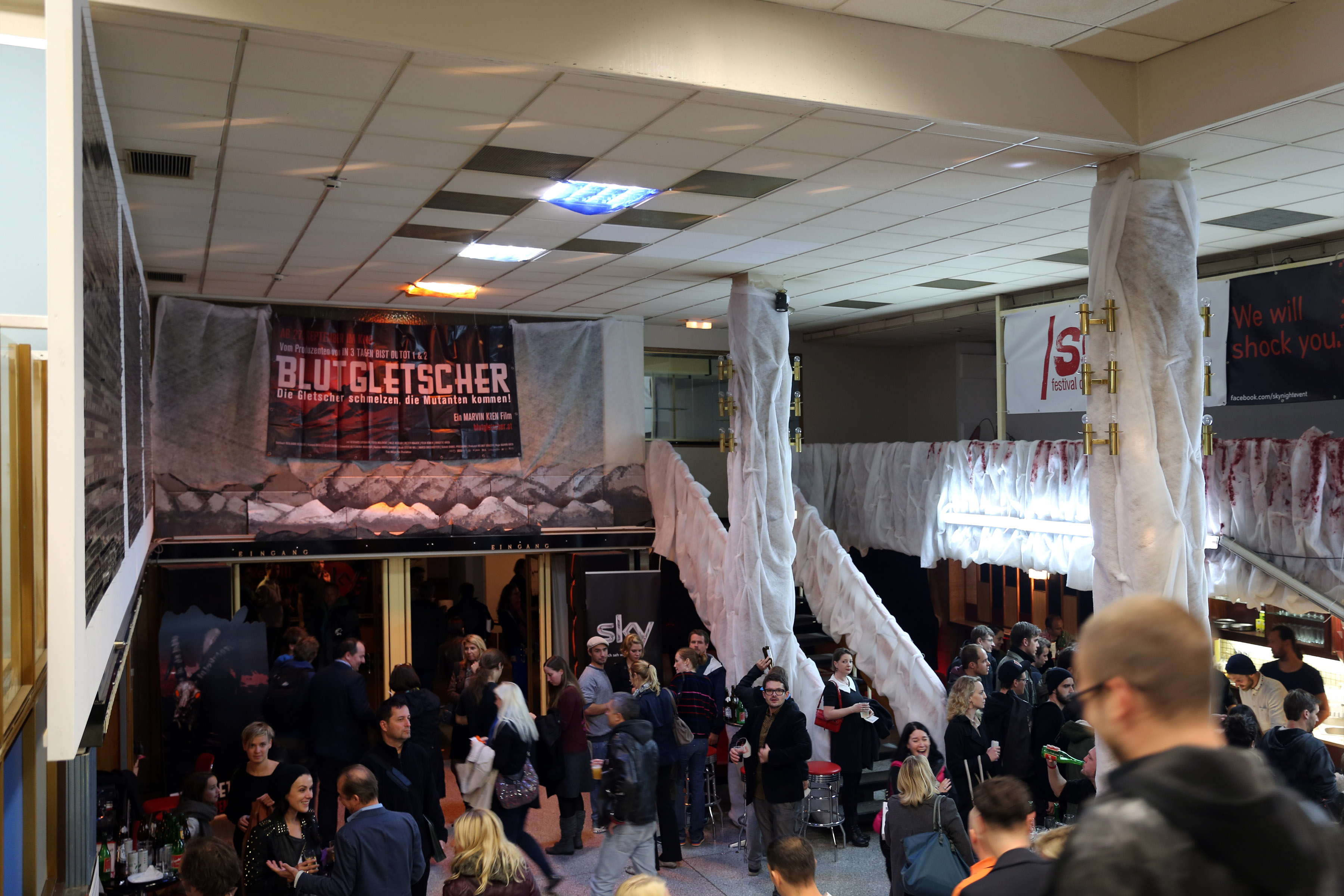
Premiere von Blutgletscher auf dem Slash Filmfestival im Gartenbaukino 2013

Gegründet wurde das Festival 2010 vom Verein zur Förderung des Fantastischen Films in Kooperation mit dem Filmcasino. 2018 kam das Metro-Kinokulturhaus als weitere Spielstätte hinzu, wo sich das Festivalzentrum befindet. 2020 werden erstmals vier statt drei Kinos bespielt, neben dem Gartenbaukino, dem Filmcasino und dem Metro-Kinokulturhaus zusätzlich auch das Schikaneder Kino. Aufgrund der COVID-19-Pandemie wurde die Platzanzahl pro Vorstellung begrenzt, um Sicherheitsabstände gewährleisten zu können. Zusätzlich muss ein Mund-Nasen-Schutz bis zum zugewiesenen Platz verwendet werden.
Leiter des Festival ist Filmkritiker und Kurator Markus Keuschnigg. Gezeigt werden hauptsächlich Horror-, Fantasy-, Trick- und Science-Fiction-Filme. Das Programm umfasst jährlich über sechzig österreichische Erstaufführungen, darunter Blockbuster, Dokumentationen, Kurzfilme und Indie-Produktionen, sowie Wiederaufführungen von Klassikern. Neben der Hauptveranstaltung im September wird im Frühling das SLASH einhalb-Festival in Kooperation mit dem Crossing Europe Filmfestival Linz mit Fokus auf fantastische Filme aus Europa veranstaltet. Außerdem gibt es eine Spezialveranstaltung zu Weihnachten (/slash x-mas). Zusätzliche zu den Vorstellungen finden unter anderem Konzerte, Podiumsdiskussionen und Werkstattgespräche statt.
Das Festival ist Mitglied im Forum österreichischer Filmfestivals (FÖFF), dem Dachverband von Filmfestivals in Österreich.
Zu den am Slash Filmfestival gezeigten Produktionen zählen Blutgletscher (2013) von Marvin Kren, Angriff der Lederhosenzombies (2016) von Dominik Hartl, The Dark (2018) von Justin P. Lange und Klemens Hufnagl, The Lodge (2019) von Veronika Franz und Severin Fiala und Das schaurige Haus (2020) von Daniel Prochaska.

## Preisträger (Auswahl)
2021
- Bester Langfilm (Jury-Preis): Beyond the Infinite Two Minutes / Droste no hate de bokura – Regie: Junta Yamaguchi, Japan 2020
- Bester Kurzfilm (Publikums-Voting): You're Dead Hélène / T‘es morte Hélène – Regie: Michiel Blanchart, Frankreich/Belgien 2021
- Méliès d'argent (Jury-Preis): You're Dead Hélène / T‘es morte Hélène – Regie: Michiel Blanchart, Frankreich/Belgien 2021

2022
- Méliès d'argent (Jury-Preis): From.Beyond – Regie: Fredrik S. Hana, Norwegen 2022
- Fantastic Shorts Competition (Publikumsvoting): Censor of Dreams – Regie: Leo Berne, Raphaël Rodriguez, Frankreich 2021
- Fantastic Futures: Letter to a Pig – Regie: Tal Kantor, Israel/Frankreich 2022
- Honorable Mention: Starfuckers – Regie: Antonio Marziale, USA 2021

2023
- Méliès d'argent: La Vedova Nera – Regie: Julian McKinnon, Frankreich 2022
- Fantastic Shorts Competition: Sweet Tooth – Regie: Joséphine Darcy Hopkins, Frankreich 2022
- Fantastic Futures: Perfect City: The Bravest Kid – Regie: Shengwei Zhou
  - Runner Up / Special Mention: The Hand That Feeds – Regie: Helen Hideko
- Gen Slash-Award: Riddle of Fire – Regie: Weston Razooli, USA 2023
  - Special Mentions: Vermin – Regie: Sébastien Vaniček, Frankreich 2023
  - Special Mentions: Hundreds of Beavers – Regie: Mike Cheslik, USA 2023